# NGC 5330
NGC 5330 (również PGC 49316) – galaktyka eliptyczna (E), znajdująca się w gwiazdozbiorze Hydry. Odkrył ją Lewis A. Swift 25 marca 1887 roku.